# Michel Pellegrino
Michel Pellegrino, né à Hyères (Var) le 26 avril 1956, est un musicien français multi-instrumentiste (principalement clarinettiste et saxophoniste), compositeur et pédagogue.
Il a déployé particulièrement son activité dans le domaine du jazz à la fois, par des concerts et des tournées de par le monde, mais aussi par la réalisation d'ouvrages pédagogiques publiés aux éditions Henry Lemoine, et essentiellement tournés vers l'enseignement du jazz et de l'improvisation. Il a également édité des ouvrages réunissant poésies et dessins à la canne de Provence. Enfin, Il est le créateur du Festival de l'anche dans le département du Var.

## Biographie

### Études et débuts
Michel Pellegrino est initié à la clarinette par son grand-père, et apprend le piano en autodidacte. Il compose ses premières musiques et chansons dès l'âge de 16 ans. Il entre en 1973 au Conservatoire Darius Milhaud d'Aix-en-Provence dans la classe de clarinette de Pierre Clément. Il y obtient un 1er Prix en 1976, puis part à Paris terminer ses études à l'École normale de musique de Paris dans la classe de clarinette de Roland Simoncini, et au conservatoire du 10e arrondissement, dans la classe d'harmonie, fugue et contrepoint de Pierrette Mari. Parallèlement, il fréquente Le Petit Conservatoire de la chanson de Mireille ce qui lui permet de développer son activité de pianiste accompagnateur et d'arrangeur
Il produit en 1978 un premier 45 tours en langue provençale, sous le pseudonyme de Miquèu Pelegrin, qui sera distribué par la maison de disque Sapem avec qui il enregistre ensuite un 33 tours, Pelegrin. Il continue ensuite son activité de chanteur auteur-compositeur en langue régionale avec concerts et tournées jusqu'en 1982, en même temps qu'il assure deux saisons comme clarinettiste à l'Opéra de Toulon et qu'il prend ses premiers contacts avec le jazz, au saxophone.

### Pédagogie
En 1985, Michel Pellegrino crée la structure Polynotes-Musiloisirs, une école de musique privée au départ réservée aux adultes et au jazz, mais qui accueillera très vite des enfants et des cours de musique classique. Le succès est important, et 10 ans plus tard l'école compte 760 élèves et 33 professeurs. Parmi eux de nombreux jazzmen ayant depuis fait parler d'eux : Carine Bonnefoy, Stéphane Kochoyan et Bruno Angelini au piano, Michèle Hendricks, la fille de Jon Hendricks, au chant jazz, Lionel Belmondo au saxophone... Michel Pellegrino y assure des cours de clarinette et saxophone, et les cours d'harmonie et d'improvisation, tout en supervisant les stages et concerts organisés par l'école. Il y croisera aussi de nombreux jazzmen comme Didier Malherbe, Richard Galliano, Stéphane Belmondo et Lionel Belmondo.
Ce succès lui permet de produire en 1992 un premier ouvrage Improvisation jazz et blues aux éditions Olivi Music, puis d'entamer en 1993 une collaboration avec les Éditions Henry Lemoine chez qui il publie une première méthode de Clarinette New Orleans qui sera suivie par de nombreux ouvrages consacrés au jazz et à l'improvisation.

### Concerts et masterclasses

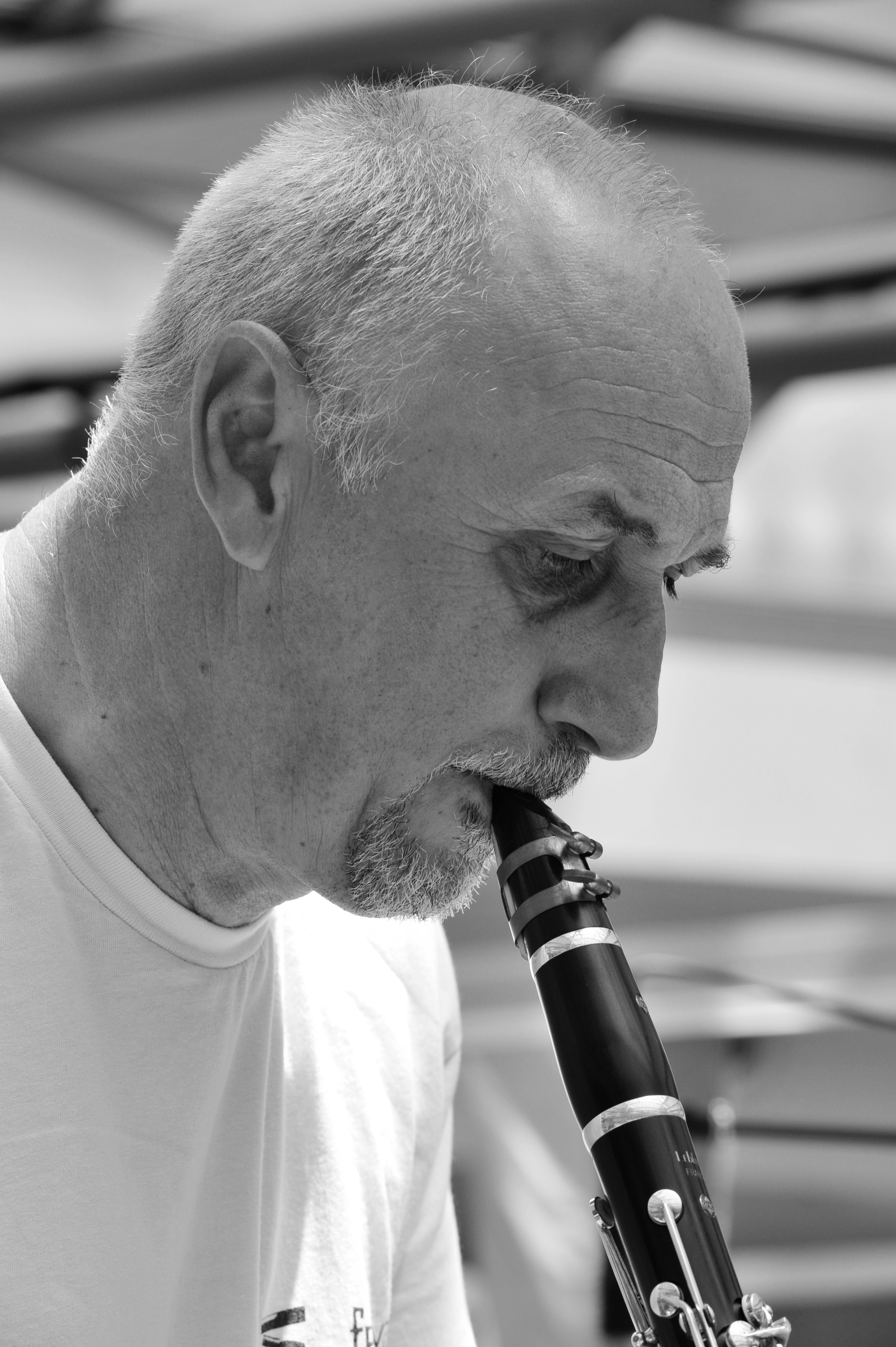
Michel Pellegrino en concert

Il réalise de nombreux concerts, en clubs et festivals, et participe notamment en 1995 au Paris Jazz Festival, à Jazz à Ramatuelle, et réalise de nombreux concerts pour Les Musicales dans les vignes. En 1997 il entame une collaboration avec la société Leblanc, la plus ancienne société fabricant de clarinettes, qui dépend de la G. LeBlanc Corporation (Kenosha dans le Wisconsin), et entame un long cycle de concerts et masterclasses de par le monde : Italie, Espagne, Allemagne, Russie, Pologne, Slovénie, pays baltes, Suède, Danemark, États-Unis, Chine... En tant que consultant, il supervise dans cette société la production des instruments professionnels et travaille sur les prototypes des nouveaux modèles, et ce jusqu'en 2008 lors du rachat de la G. LeBlanc Corporation par la compagnie Conn-Selmer, membre du groupe Steinway Musical Instruments.

### Rencontre avec lacanne de Provence
En 1995, Michel Pellegrino initie une réflexion sur la canne de Provence, de son nom botanique Arundo donax, connue surtout pour la fabrication de l'anche et pour son utilisation comme calame. En 1996 il édite avec les éditions Polynotes un premier livre-CD d'une trilogie, La Plume de roseau, ouvrage inspiré par ce végétal, qui réunit des musiques, des poésies et des reproductions de dessins sur toile ou papier qu'il réalise à la canne de Provence. Suivra ensuite en 2000 le livre-CD L'Île d'or, et la création la même année du Festival de l'anche à Hyères, manifestation  proposant des concerts, un salon d'exposition consacré à la canne de Provence regroupant producteurs, fabricants d'anches, calligraphes, vanniers, et un ensemble d'ateliers autour de l'anche et de la canne de Provence. Le Festival de l'anche se tient chaque année le dernier week-end du mois de mai. Dans la foulée, Michel Pellegrino développe sa propre culture de la canne de Provence et crée en 2007 les anches Bioreed pour clarinettes et saxophones.
Après quelques années passées comme élu au service de la ville d'Hyères de 2008 à 2014, en tant qu'adjoint à la culture et à l'animation, ainsi qu'à l'agriculture, Michel Pellegrino continue à enseigner et à réaliser concerts et masterclasses, ainsi qu'à écrire de nouveaux ouvrages d'enseignement. Ses dernières publications aux Éditions Henry Lemoine, sont : une Méthode de clarinette jazz manouche, sortie en 2015, un recueil d'exercices de technique instrumentale pour divers instruments Multi-Gammes, paru en Août 2017, et un recueil de Musiques Traditionnelles des Alpes pour clarinette, flûte ou violon, paru en avril 2018. Il a produit avec les éditions Restanco en décembre 2016 le troisième volet de la trilogie consacrée à la canne de Provence, L'Âme de la Terre, livre-cd réunissant musiques, poésies et dessins à la Canne de Provence. Avec les mêmes éditions, il a fait paraître le livre-CD Soulèu en langue provençale, ouvrage ayant obtenu un 1er Prix des Jeux Floraux Septénaires du Félibrige lors de la Ste Estello de Bergerac en mai 2018.

## Discographie

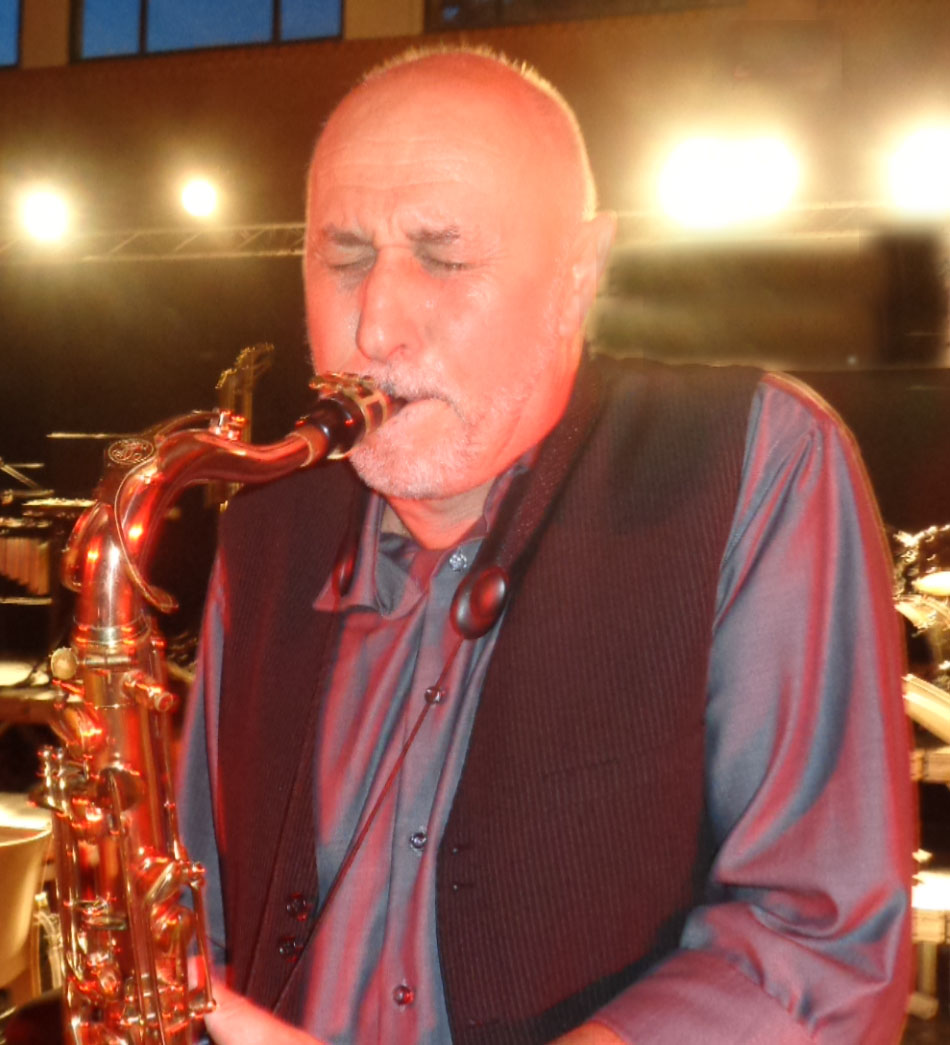
Michel Pellegrino - saxophone

- 1978 : E canto la vido, 45t , ref. PPN 5184 Y, distribution Sapem-Polydor
- 1980 : Pelegrin, 33t, ref. SAP 225, distribution Sapem-Polydor
- 1982 : Pelegrin, K7, éditions SDHF (Italie) ref. SDHF 201
- 1987 : Crida, 45t , éditions Restanco, ref. CA 94775, avec la participation du Conseil régional de Provence-Alpes-Côte d'Azur
- 1989 : La Fouant de Vido, K7, éditions Restanco, ref. CAK 941037
- 1994 : MPQ (Michel Pellegrino Quartet), CD, éditions Polynotes, ref. POL 01, compositions de M.Pellegrino
- 1997 : Création de la collection de l'Hyperbole avec les éditions Polynotes. Parution pour cette collection du livre-CD à tirage limité La Plume de roseau[17] réunissant poésies, musiques et dessins à la canne de Provence de Michel Pellegrino, préfacé par le philosophe Miguel Benasayag.
- 1999 : Jazz Variations, CD, éd. Polynotes refPOLY00299 (distribution Socadisc). Quartet jazz, compositions et arrangements de M. Pellegrino.
- 2000 : L'Ile d'or, livre-CD à tirage limité, réunissant poésies, musiques, et dessins à la canne de Provence de Michel Pellegrino (éditions Restanco)
- 2003 : Valses et sérénades de Joseph Rico[31], éditions Rico, arrangements de Michel Pellegrino sur des musiques de J.Rico[32].
- 2004 : Jazz Deviations, quartet jazz, compositions et arrangements de M. Pellegrino, éd. Restanco
- 2005 : Jazz en Prouvènço, enregistré en public lors de la Santo Estello, avec le concours du Félibrige. Compositions et arrangements M. Pellegrino, éd. Restanco
- 2012 : Jazzin'Oc, quartet jazz, compositions et arrangements M. Pellegrino, éd. Restanco

## Publications
Méthodes de musique avec CD
- Méthode de clarinette New Orleans, Éditions Henry Lemoine, 1997, 76 p. (ISMN 9-790-23096-202-5)
- Initiation au jazz pour clarinette : Jouez les grands thèmes du jazz, vol. 1, Lemoine, 1997, 32 p. (ISMN 9-790-23096-636-8)
- Initiation au jazz pour clarinette : Jouez les grands thèmes du jazz, vol. 2, Lemoine, 1999, 52 p. (ISMN 9-790-23096-854-6)
- Initiation au jazz pour saxophone : Jouez les grands thèmes du jazz, vol. 1, Lemoine, 1999, 48 p. (ISMN 9-790-23096-838-6)
- Initiation au jazz pour saxophone : Jouez les grands thèmes du jazz, vol. 2, Lemoine, 2000, 64 p. (ISMN 9-790-23097-277-2)
- Jazzy-Mélo : Duos, trios et quatuors de clarinettes, Lemoine, 2002, 26 p. (ISMN 9790230977517)
- Improvisation jazz et blues pour débutants, Olivi Music, 1992 (ISBN 978-2-87902-021-1)
- One step jazz : Méthode d'improvisation jazz et blues pour débutants, instruments en ut, Lemoine, 2004, 40 p. (ISMN 9-790-23098-030-2)
- One step jazz : Méthode d'improvisation jazz et blues pour débutants, instruments en si, Lemoine, 2004, 40 p. (ISMN 9-790-23098-031-9)
- One step jazz : Méthode d'improvisation jazz et blues pour débutants, instruments en mi, Lemoine, 2004, 40 p. (ISMN 9-790-23098-032-6)
- Méthode de clarinette du swing au be-bop, Lemoine, 2004, 56 p. (ISMN 9-790-23097-995-5)
- Initiation au jazz pour trompette jazz : Jouez les grands thèmes du jazz, Lemoine, 2008, 32 p. (ISMN 9-790-23098-564-2)
- Le saxophone New Orleans Chicago New York, Lemoine, 2008, 51 p. (ISMN 9-790-23098-538-3)
- Petit précis de clarinette basse : Short Synopsis on the Bass Clarinet, Lemoine, 2009, 24 p. (ISMN 9-790-23098-747-9)
- Méthode de saxophone du swing au be-bop, Lemoine, 2010, 68 p. (ISMN 9-790-23098-835-3)
- La Clarinette Jazz Manouche, Lemoine, 2015, 43 p. (ISMN 9-790-23099-195-7)
- Multi-Gammes, Lemoine, 2017, 32 p. (ISMN 9-790-23099-324-1)
- Musiques Traditionnelles des Alpes, Lemoine, 2018, 26 p. (ISMN 9-790-23099-367-8)

Poésies, musiques et dessins à la canne de Provence, ouvrages à tirage limité
- La Plume de roseau  (préf. Miguel Benasayag), Polynotes-Musiloisirs, coll. « Collection de l'hyperbole », 1997, 48 p. (ISBN 978-2-9511033-0-6)
- L'Île d'or, Hyères, Association Restanco, 2017, 36 p. (ISBN 978-2-9559220-1-9)
- L'Âme de la terre, Hyères, Association Restanco, 2016, 36 p. (ISBN 978-2-9559220-0-2)
- (oc) Soulèu  (trad. de l'occitan), Hyères, Association Restanco, 2018, 32 p. (ISBN 978-2-9559220-2-6)

Préfaces
- Bernard Plossu (préf. Michel Pellegrino), La mystérieuse nature de la canne de Provence, Marseille, Images en manœuvres, 2010, 80 p. (ISBN 978-2-84995-194-1)

## Récompenses
- Médaille d'Argent des Jeux floraux du Félibrige en 2011 pour la chanson Lis Isclo de moun Cor
- Médaille d'Argent de l'Académie des Jeux floraux[33] en (2012) pour la chanson E la vido s'en va...
- Nommé en 2015 aux Prix de l'enseignement musical[34]
- Premier Prix des Jeux Floraux Septénaires du Félibrige en 2018 pour l'album Soulèu[30]